# Братца, Николас
Сэр Николас Душан Братца (англ. Sir Nicolas Dusan Bratza; род. 3 марта 1953 года, Чим, Суррей, Англия) — британский юрист, судья, Председатель Европейского суда по правам человека (ЕСПЧ) с 4 ноября 2011 года по 31 октября 2012 года.

## Ранние годы
Родился в семье скрипача сербского происхождения Милана Йовановича Братцы и его жены Маргарет Мэри Йованович, урождённой Расселл; по матери внук лоу-лорда Фрэнка Расселла и правнук лорда главного судьи Англии и Уэльса Чарльза Расселла. Обучался в Уимблдонском колледже с 1956 по 1963 год. Затем с 1964 по 1967 год изучал юриспруденцию в Брасенос-колледже Оксфордского университета.

## Карьера
С 1967 по 1968 год — преподает в Пенсильванском университете (англ. University of Pennsylvania).
В 1969 году начал адвокатскую деятельность в качестве барристера адвокатского объединения «Уан Хейр Корт» в Лондоне. Занимался делами в сфере защиты прав человека. Многократно выступал адвокатом стороны в Европейской Комиссии и Европейском Суде по правам человека.
В 1978 году — становится младшим адвокатом Короны.
В 1988 году — титулован в качестве королевского адвоката.
В 1993 году — становится рекордером Суда Короны и старейшиной школы подготовки барристеров в «Линкольнс Инн».
В 1998 году — назначается на пост судьи Высокого суда Англии и Уэльса.

## Европейский суд по правам человека
В 1993 году был избран от Соединенного Королевства членом Европейской комиссии по правам человека. В 1997 году — становится заместителем Первой Палаты комиссии. Год спустя избирается судьёй реформированного Европейского Суда по правам человека от Соединённого Королевства. В этом же году избран председателем Секции Суда. В 2001 году вновь избирается судьей ЕСПЧ, а в 2004 — переизбран на посту председателя Секции Суда. В 2007 году становится заместителем председателя ЕСПЧ. В 2010 году — переизбран на этот пост.
4 июля 2011 года Николас Братца был избран тайным голосованием Председателем ЕСПЧ. 4 ноября 2011 года он сменил на этой должности Жан-Поля Косту, поскольку последний, согласно 23-й статье Европейской конвенции по правам человека, достиг предельно допустимого для этого поста возраста в 70 лет.
1 ноября 2012 года Николас Братца уступает пост Председателя ЕСПЧ Дину Шпильманну, который был избран на эту должность тайным голосованием 10 сентября того же года.

## Награды
- Почётная степень доктора наук Эссекского университета
- Почетная степень доктора наук Университета Глазго[7]